# Amelia Crouch
Amelia Louise Crouch (nacida el 27 de marzo de 2004) es una actriz inglesa. Comenzó su carrera como actriz infantil en West End. Sus películas incluyen The Woman in Black: Angel of Death (2014), Alicia a través del espejo (2016), Los misteriosos asesinatos de Limehouse (2016), Extinción (2018) y The Cursed (2021).

## Primeros años
Crouch es de Epsom. Su hermano Oliver también es actor y ambos tomaron clases en Stagecoach Sutton, que su madre Rachel dirige además de Audition Ready y Happy Feet Management. Crouch asistió a la escuela primaria Southfield Park y luego a la escuela Rosebery para niñas. Luego se formó en la Arts Educational School (ArtsEd).

## Carrera
Crouch hizo su debut profesional en el escenario en 2011 como munchkin en El mago de Oz de Andrew Lloyd Webber en el London Palladium. Luego apareció en un papel alternativo en Fatal Atraction en el Teatro Royal Haymarket en 2014. Ese mismo año, Crouch hizo su debut cinematográfico en The Woman in Black: Angel of Death seguido de su debut televisivo en una entrega de la antología de Sky Arts Playhouse Presents al año siguiente.
En 2016, Crouch interpretó versiones más jóvenes de personajes, como Pippa de Sophie Cookson en El cazador y la reina del hielo, La Reina Blanca de Anne Hathaway en Alicia a través del espejo, Elizabeth "Lizzie" Cree de Olivia Cooke en Los misteriosos asesinatos de Limehouse, así como la película para televisión Jennifer Strange in the Sky One de Ellise Chappell The Last Dragonslayer. A esto le siguió un papel protagónico como Hanna en la película de ciencia ficción Extinción de 2018. En el 2021, interpretó a Charlotte en The Cursed y una versión más joven del personaje titular de Mary Elizabeth Winstead en Kate.

## Filmografía

### Películas
| Año  | Título                                  | Papel           | Notas        |
| ---- | --------------------------------------- | --------------- | ------------ |
| 2014 | The Woman in Black: Angel of Death      | Flora           |              |
| 2016 | El cazador y la reina del hielo         | Joven Pippa     |              |
| 2016 | Alicia a través del espejo              | Joven Mirana    |              |
| 2016 | Los misteriosos asesinatos de Limehouse | Joven Elizabeth |              |
| 2017 | Belle and Bamber                        | Belle           | Cortometraje |
| 2018 | Extinción                               | Hanna           |              |
| 2021 | The Cursed                              | Charlotte       |              |
| 2021 | Kate                                    | Joven Kate      |              |

### Televisión
| Año  | Título                | Papel                  | Notas                       |
| ---- | --------------------- | ---------------------- | --------------------------- |
| 2015 | Playhouse Presents    | Gina                   | Episodio: "King for a Term" |
| 2016 | The Last Dragonslayer | Young Jennifer Strange | Película de televisión      |

## Teatro
| Año  | Título           | Papel           | Notas                           |
| ---- | ---------------- | --------------- | ------------------------------- |
| 2011 | El mago de Oz    | Munchkin        | London Palladium                |
| 2014 | Fatal Attraction | Ellen Gallagher | Teatro Royal Haymarket, Londres |